# Maksym Radziwill
Maksym Radziwiłł (ur. 24 lutego 1988 w Moskwie) – polsko-kanadyjski matematyk specjalizujący się w teorii liczb.

## Życiorys
Urodził się 24 lutego 1988 r. w Moskwie, w Związku Radzieckim. Jego rodzina przeprowadziła się do Polski w 1991 r., a następnie do Kanady w 2006 r. Ukończył studia na Uniwersytecie McGilla w Montrealu w 2009 r. W 2013 r. uzyskał stopień doktora pod kierunkiem Kannana Soundararajana na Uniwersytecie Stanforda w Kalifornii. W latach 2013–2014 przebywał w Institute for Advanced Study w Princeton w stanie New Jersey jako stypendysta. W 2014 r. został zatrudniony na Uniwersytecie Rutgersa. W 2016 roku został profesorem na Uniwersytecie McGilla. W 2018 roku został profesorem matematyki w Caltech, a następnie na Uniwersytecie Teksańskim w Austin. Od 2023 pracuje w Northwestern University.

## Nagrody
W 2016 roku wraz z Kaisą Matomäki z Uniwersytetu w Turku otrzymał Nagrodę SASTRA Ramanujan. Wraz z Matomäki jest jednym z pięciu laureatów nagrody New Horizons 2019 za wczesne osiągnięcia w matematyce. Jest to nagroda stowarzyszona z Breakthrough Prize.
W 2018 r. otrzymał nagrodę Coxetera-Jamesa przyznawaną przez Canadian Mathematical Society oraz nagrodę im. Stefana Banacha, przyznawaną przez Polskie Towarzystwo Matematyczne. 
W 2018 roku wygłosił wykład sekcyjny na Międzynarodowym Kongresie Matematyków w Rio de Janeiro. 
W 2023 otrzymał Nagrodę Cole’a z teorii liczb. 